# Olga Barysjeva
Olga Barysjeva, född den 24 augusti 1954 i Jekaterinburg, dåvarande Sovjetunionen, är en sovjetisk basketspelare som var med och tog OS-guld 1976 i Montréal. Detta var första gången dambasket var med på det olympiska programmet. Barysjeva var även med fyra år senare och tog OS-guld 1980 i Moskva.